# Даллас (телесеріал, 2012)
«Даллас» (англ. Dallas) — американський телесеріал, який був розроблений Сінтією Сідре (шоуранер проекту), і транслювався з 13 червня 2012 до 22 вересня 2014 на каналі TNT. Сюжет розгортається навколо заможної техаської родини Юїнгів, яка володіє нефтяним бізнесом «Юїнг Оїлз» та має ранчо зі скотарством.
Серіал є продовженням (не римейком чи перезапуском) оригінального телесеріалу з тією ж назвою, який транслювався з 1978 по 1991 рік на CBS.
8 липня 2011 року канал замовив зйомки першого сезону з 10 епізодів, їх прем'єра відбулась 13 червня 2012 року. Після виходу в ефір четвертого епізоду 29 червня 2012 року TNT продовжив серіал на другий сезон з п'ятнадцяти епізодів. Серіал отримав загалом схвалюючі відгуки критиків, а також досяг успіху у телевізійних рейтингах. Він став першим у списку прем'єр року, які найбільше переглядають через кабельне телебачення, а також став найбільш успішною новинкою на кабельному телебаченні.
Прем'єра другого сезону відбулась 28 січня 2013 року. І вже 30 квітня 2013 року канал оголосив про зйомки третього сезону з п'ятнадцяти епізодів, який стартував 24 лютого 2014 року і був поділений на дві частини з кліфгенгером між ними. Через зниження рейтингів 3 жовтня 2014 року серіал зупинили. Третій сезон став заключним. Цікаво, що закінчився серіал з декількома великими кліфгенгерами, одним з яких є смерть центрального персонажу.

## Виробництво

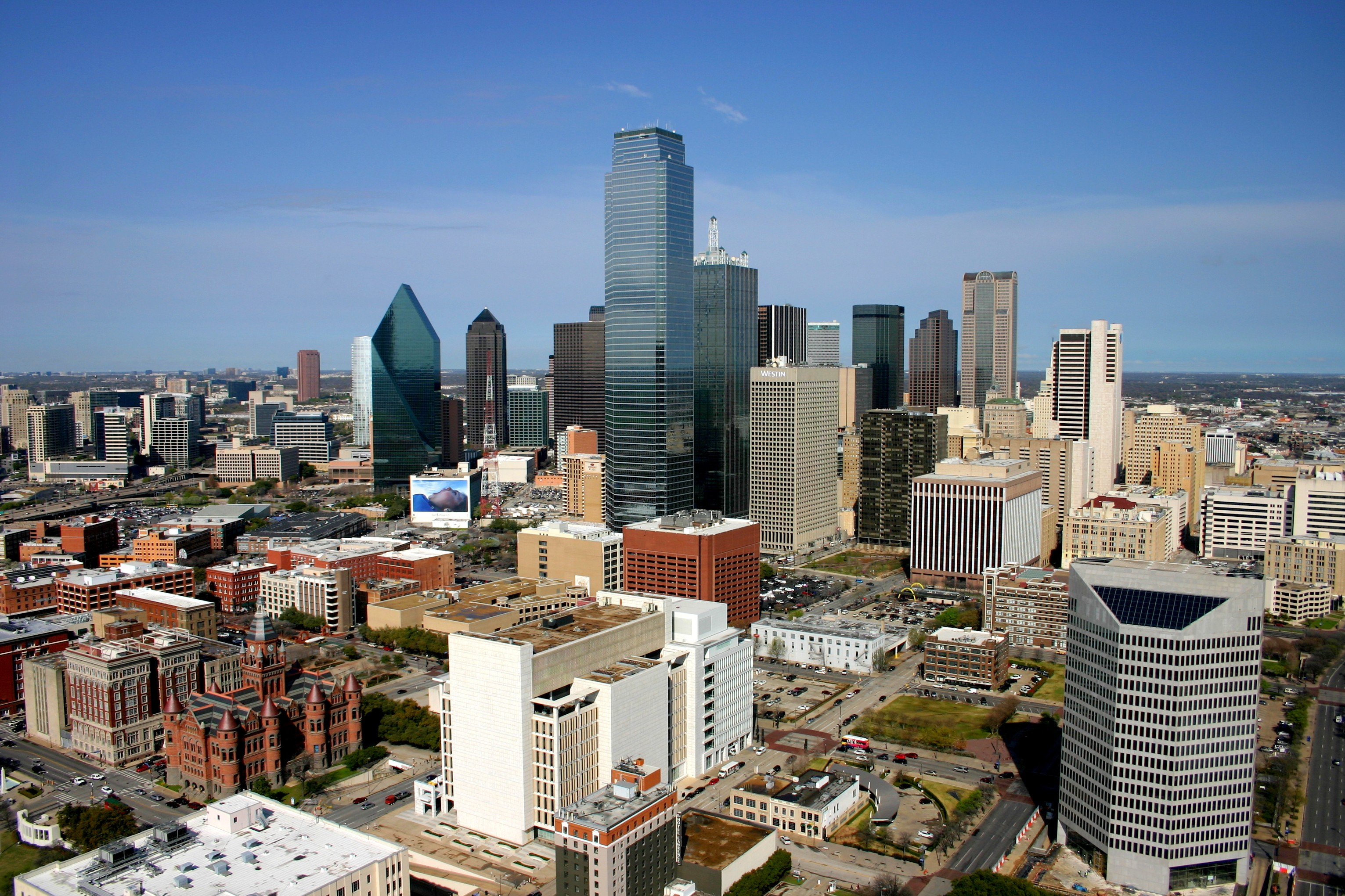
Зйомки серіалу повністю пройшли в Далласі

### Концепція
У центрі сюжету нам показують заможну техаську родину Юїнгів, які отримали великі статки завдяки видобуванню та продажу нафти, а також розведенні великої рогатої худоби. В центрі подій знаходяться Джон Росс Юїнг III (Джош Хендерсон) — син Джей Ара (Ларі Гегмен) та Сью Еллен (Лінда Грей), та Крістофер Юїнг (Джессі Меткалф) — прийомний син Боббі (Патрік Даффі) та Памели Юїнг (Вікторія Прінсіпал).
Джон і Крістофер народились в період трансляції оригінального серіалу і були помітні в більш пізніх сезонах (у виконанні інших акторів). Тепер, Джон Росс став майже повною копією свого батька, він жадібний, зациклений лише на грошах та нафті, а Крістофер став схожим на Боббі — всю увагу зосередив на ранчо. Точкою скандалу між Джоном і Крістофером стає бажання другого зосередитись на альтернативних джерелах енергії, а не на нафті. Тим не менш, Джон вирішує відроджувати колись успішний нефтяний бізнес Юїнгів, щоб провчити дядька Боббі та Крістофера. Весь серіал (продовження) побудований навколо цих відносин нового покоління Юїнгів. Також з'являються і зовсім нові персонажі. Продовження серіалу показує життя персонажів оригінального серіалу через двадцять років.

### Розробка
У грудні 2009 року з'явилась інформація про те, що Сінтія Сідре веде переговори з каналом TNT про відновлення телесеріалу 1978—1991 років. Всі деталі нового серіалу тримались в секреті. Відомим було лише які персонажі стануть головними у стрічці. У результаті, у вересні 2010 року TNT замовив пілотний епізод.

### Кастинг
Наприкінці 2010 року розпочався кастинг на постійні ролі в пілоті. Ларі Гегмен, який виконував роль головного антагоніста оригінального серіалу не погодився на контракт, якщо не отримає більший гонорар за зйомку. А ось Лінда Грей та Патрік Даффі одразу погодились на зйомку в пілоті. Сінтія Сідре почала переписувати сценарій пілота, без участі персонажа Гегмена, каналу альтернативний сценарій теж сподобався. Разом з тим, переговори з Гегменом продовжувались, але канал заявив, що пілот вийде незалежно від результатів переговорів. У підсумку, на початку лютого Гегмен погодився на зйомку в серіалі.
На ролі нового покоління Юїнгів претендували Дженніфер Лав Г'юїтт, Джош Голловей, але продюсери вибрали Джоша Хендерсона, Джессі Меткалфа, Джордану Брюстер та Джулі Гонсало. Для ролі Енн Юїнг — нової джужини Боббі запросили Бренду Стронг.

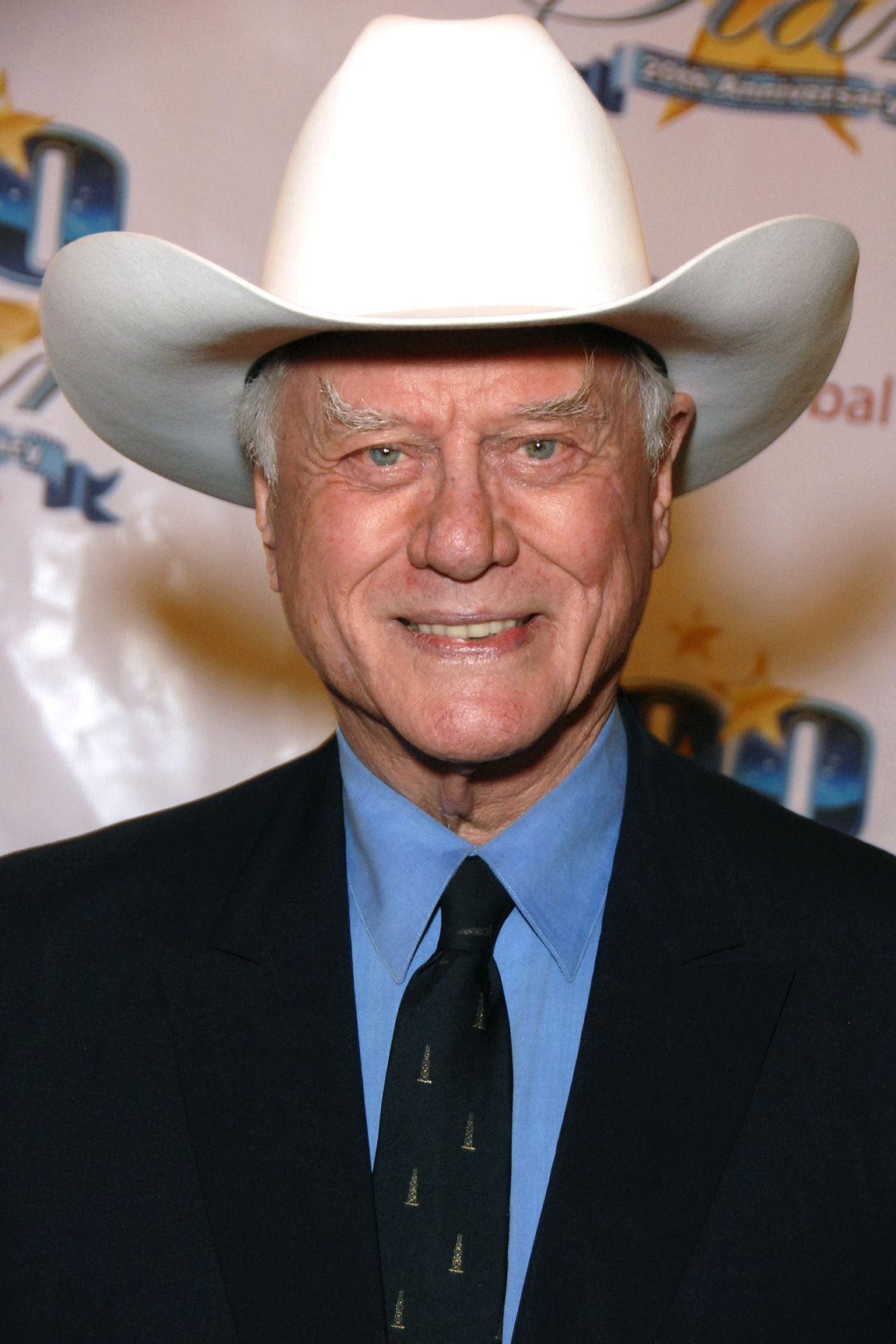
Ларі Гегмен
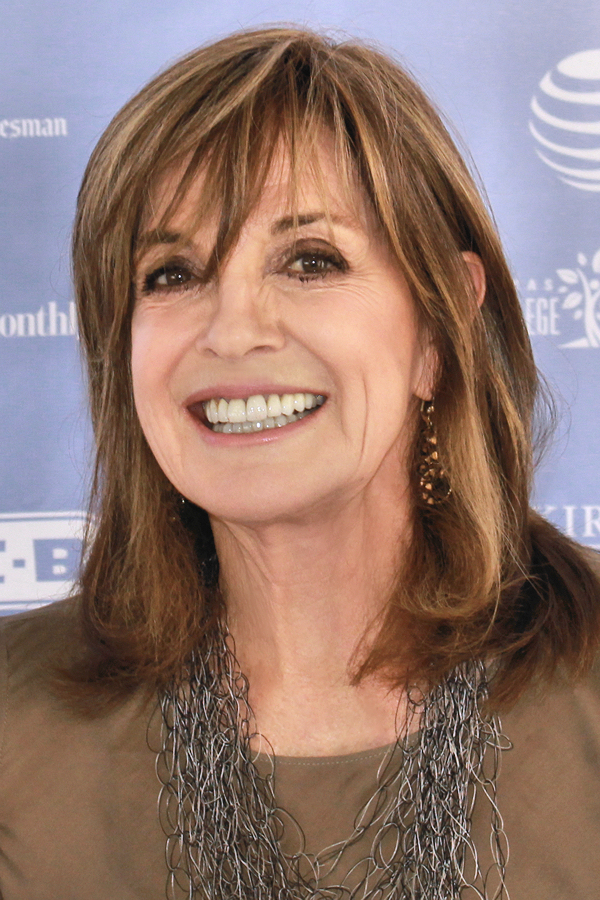
Лінда Грей
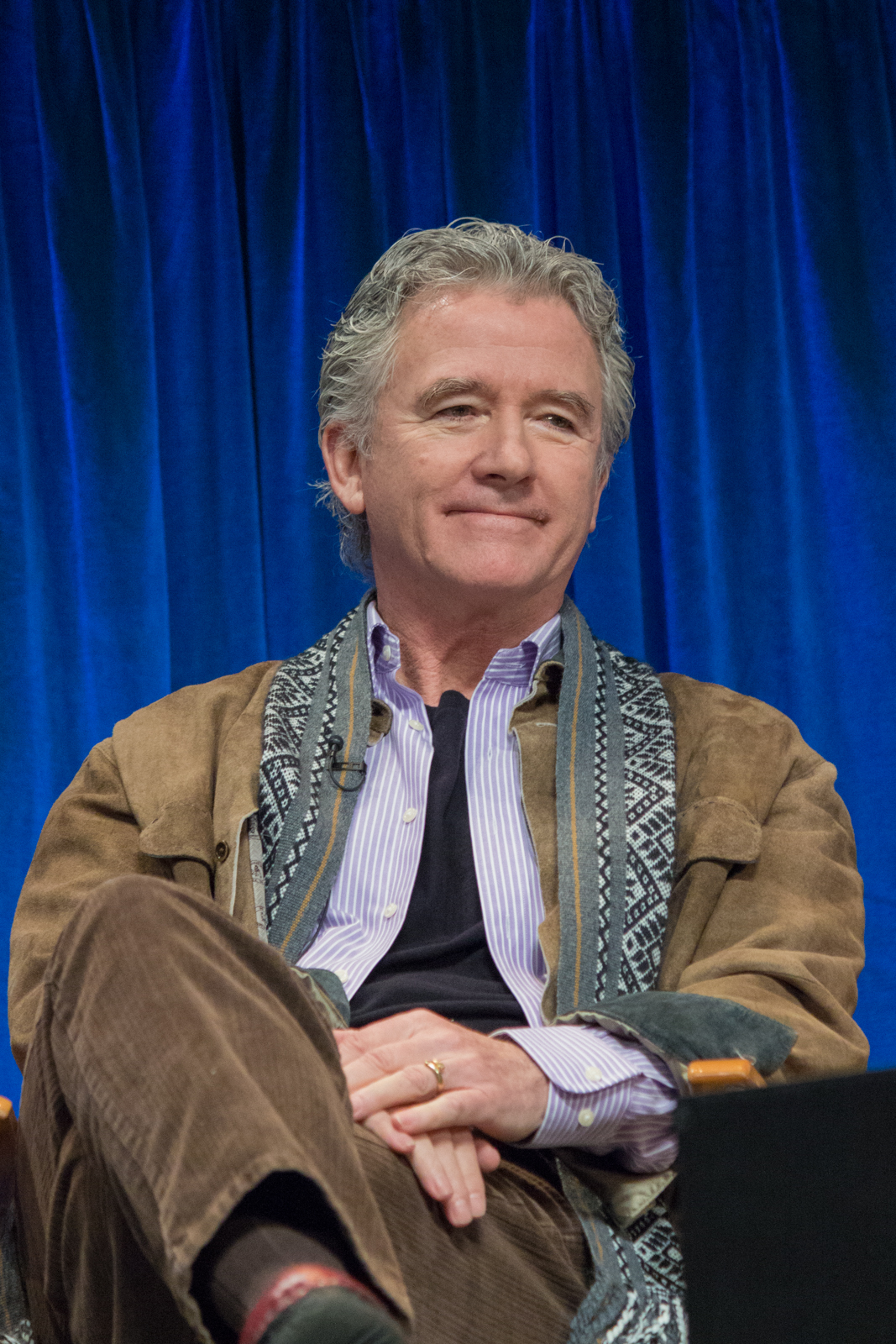
Патрак Даффі

### Зйомки
Пілотний епізод зняли весною 2011 року в Далласі, а всі інші епізоди першого сезону — в павільонах студії FOX в Лос-Анджелесі.
Девід Джейкобс, який є автором оригінального серіалу, не брав участь в зйомках продовження. Він заявив, що TNT виключив таку можливість, та і сам Джейкобс не виявляв такого бажання. Він отримує $ 714 від Гільдії сценаристів Америки за кожен епізод продовження у як авторські кошти за створення персонажів з оригінального серіалу.

### Смерті Ларі Гегмена
Гегмен, який виконував роль антагоніста Джей Ара Юїнга, помер 23 листопада 2012 року в колі рідних та друзів внаслідок важкої та тривалої боротьби з раком. Актор встиг знятись в шести з п'ятнадцяти епізодів другого сезону. Через тиждень після його смерті зйомки нових епізодів поновились, оскільки сценаристам потрібно було швидко написати історію погибелі його персонажу. В рамках прес-туру для Асоціації телевізійних критиків у січні 2013 року керівництво каналу заявило, що вони «дуже засмучені» смертю актора та планують зробити епізод на честь Гегмена, який буде повністю присвячений похоронам персонажу. Ним став восьмий епізод другого сезону. Для фінальних сцен була використана комп'ютерна графіка. Також були використані деякі вирізані раніше сцени з персонажем, щоб відчувалась його присутність на екрані. З усіх можливих варіантів погибелі персонажу Сінтія Сідре зупинилась на закадровому вистірі у нього.
Такий поворот значною мірою вплинув на основну сюжетну лінію, яка зазнала чималих змін. Сью Еллен Юїнг, яка раніше була нейтральним персонажем тепер стала лиходійкою, тобто зайняла позицію Джей Ара у стосунках з Боббі.

## Актори та персонажі
У серіалі присутні вісім основних акторів, які зображені на вступній заставці. Серед них:
- Джош Гендерсон у ролі Джона Росса Юїнга III, сина Джей Ара та Сью Еллен, який намагається за будь-яку ціну повернути сімейне ранчо, щоб видобувати там нафту
- Джессі Меткалф у ролі Крістофера Юїнга, прийомного сина Боббі та Памели Юїнг та біологічного померлої сестри Сью Еллен — Крістін Шепард
- Джордана Брюстер у ролі Елени Рамос, дочки повара Юїнгів та екс-нареченої Крістофера, а також бізнес-партнера і подруги Джона Росса
- Джулі Гонсало в ролі Ребекки Саттер, дружини Крістофера, яка насправді є дочкою Кліффа Барнса та Ефтон Купер — Памелою Ребеккою Барнс
- Бренда Стронг в ролі Енн Юїнг, третьої дружини Боббі
- Патрік Даффі в ролі Боббі Юїнга, батька Крістофера, молодшого брата Джей Ара та сина Джока і міс Еллі Юїнг
- Лінда Грей у ролі Сью Еллен Юїнг, мати Джона Росса та екс-дружини Джей Ара, яка спочатку була алкозалежною, але згодом стала успішною бізнесвумен та однією з найбільш впливових жінок штату, саме зараз вона є кандидатом на пост Губернатора Техасу
- Ларі Гегмен у ролі Джей Ара Юїнга, старшого сина Джока і міс Еллі Юїнг, батька Джона Росса, та екс-президента і співвласника «Юїнг Ойл», який прожив останні роки в будинку престарілих, отримуючи лікування від депресії, зараз знову хоче повернути сімейних бізнес за допомогою власного сина.